# Agrostis sericea
Agrostis sericea é uma espécie de gramínea do gênero Agrostis, pertencente à família Poaceae.